# Fred O. Loft
Frederick Ogilvie Loft, también conocido como Onondeyoh (Montaña Bella) (Brantford, Ontario, 3 de febrero de 1861 - 1934), fue un activista político mohawk, masón, miembro de la Confederación Iroquesa y fundador de la League of Indians of Canada, la primera organización política panindígena del país.

## Biografía
Frederick Loft nació el 3 de febrero de 1861 en la reserva iroquesa situada cerca de Brantford, en la provincia canadiense de Ontario. Sus padres, George Rokwaho Loft y Ellen Smith Loft, eran mohawks anglicanos, y hablaban con igual fluidez el inglés y el mohawk.
En junio de 1898 contrajo matrimonio con Affa Northcore Geare, canadiense de origen británico, con quien tuvo tres hijas. Durante mucho tiempo trabajó en diversos cargos administrativos menores en Toronto. En 1914 colaboró en el reclutamiento para la Primera Guerra Mundial, donde participó como teniente de ingenieros. Al volver, en 1917, fundó la League of Indians of Canada, en cuyo crecimiento colaboró el resto de su vida a pesar de su mala salud.
A la fecha de su muerte en 1934, el proyecto se había paralizado casi por completo, pero sirvió de inspiración para la constitución de la National Indian Brotherhood y su sucesora, la Assembly of First Nations, que representa a estos pueblos en la actualidad.

## Actividad política
Frederick Loft siempre mantuvo contacto con sus raíces indígenas, visitando a menudo la reserva iroquesa. En 1907 y de nuevo en 1917, el Consejo de las Six Nations solicitó, sin conseguirlo, que el gobierno federal lo nombrara superintendente. Ese mismo año, el Consejo lo nombró Pine Tree Chief, un cargo honorífico que se concede sólo a los miembros más destacados de la confederación.
Inspirándose precisamente en la Confederación Iroquesa, Loft fundó en diciembre de 1918 la League of Indians of Canada, con la intención principal apelar al gobierno canadiense para que mejorara la oferta educativa que ponía a disposición de los nativos. La liga celebró conferencias en Ohsweken (reserva de las Six Nations, Ontario) en diciembre de 1918; en Sault Ste. Marie (Ontario), en 1919; en Elphinstone (Manitoba), en 1920; en la reserva Thunderchild, Saskatchewan, en 1921; y en Hobbema, Alberta, en 1922.
La Liga se encontró con una fuerte oposición por parte del gobierno canadiense, que trató de silenciar su voz. Duncan Campbell Scott, el responsable del Indian Affairs Department, consideró a Frederick Loft como un elemento subversivo: intentó retirarle su estatus indígena y, al no conseguirlo, emprendió acciones penales contra él por recaudar fondos para la reclamación de tierras por los iroqueses.
Los ataques gubernamentales, las dificultades de financiación y la mala salud del propio Frederick Loft y de su esposa frenaron el crecimiento de la organización.